# Fläcktimalia
Fläcktimalia (Pellorneum ruficeps) är en vida spridd asiatisk fågel i familjen marktimalior inom ordningen tättingar.

## Utseende
Fläcktimalian är en rätt liten (15–17 cm) och storhövdad medlem av familjen med rätt lång och smal stjärt. Ovansidan är otecknat brun, hjässan rost- eller kastanjebrun och ovan ögat syns ett brett, ljust ögonbrynsstreck. Undersidan är vit med tydliga, mörka streck på bröst och flanker. Hanen är större än honan och kraftigare streckad under. De olika underarterna skiljer sig något åt i färgnyanser och kraftighet i streckningen.

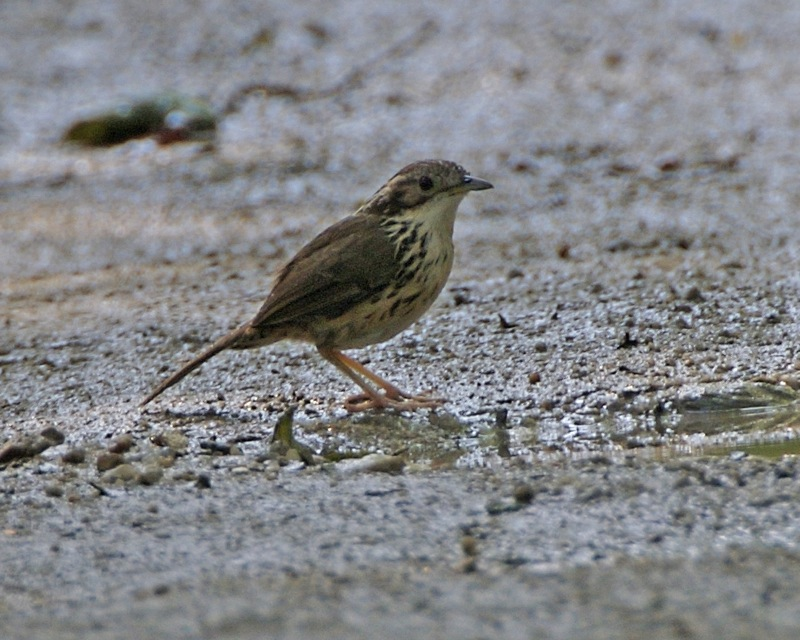

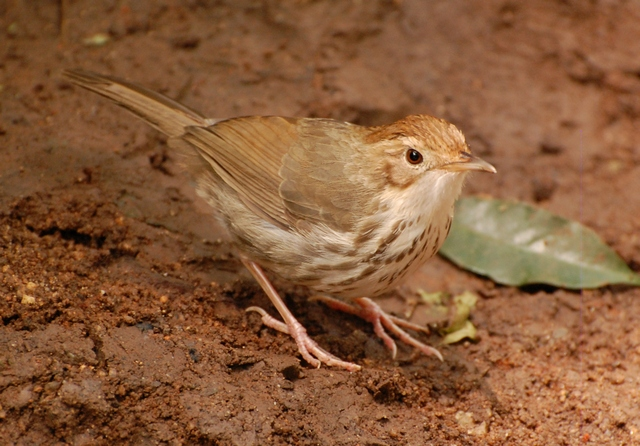

## Läten
Lätet är ett högljutt "tee teu", ofta föregånget av ett mer dämpat "te". Sången är utdragen och mjuk.

## Utbredning och systematik
Fläcktimalia delas in i hela 28 underarter med följande utbredning:
- Pellorneum ruficeps olivaceum – sydvästra Indien (Kerala)
- Pellorneum ruficeps ruficeps – Indiska halvön förutom i Kerala och i nordöstra Ghats
- Pellorneum ruficeps pallidum – östra Indien, i nordöstra Ghats
- Pellorneum ruficeps punctatum – västra Himalaya (Kangra till Garhwal)
- Pellorneum ruficeps mandellii – Nepal, Sikkim, Bhutan och nordöstra Indien (Darjiling)
- Pellorneum ruficeps chamelum – södra Assam, söder om Brahmaputra (Gāro Hills till Nagabergen)
- Pellorneum ruficeps pectorale – nordöstra Assam (Mishmi Hills)
- Pellorneum ruficeps ripleyi – nordöstra Assam, södra om Brahmaputra (Lakhimpur)
- Pellorneum ruficeps vocale – nordöstra Indien (dalen i centrala Manipur)
- Pellorneum ruficeps victoriae – norra Myanmar (Chin Hills)
- Pellorneum ruficeps stageri – nordöstra Burma (Myitkyina och Bhamo)
- Pellorneum ruficeps shanense – centrala Burma (norra och södra Shan-staterna) till södra Kina (sydvästra Yunnan)
- Pellorneum ruficeps hilarum – torra zonen i centrala Burma
- Pellorneum ruficeps minus – södra Burma (nedre Irrawaddyfloden)
- Pellorneum ruficeps subochraceum – södra Burma och angränsande sydvästra Thailand
- Pellorneum ruficeps insularum – södra Burma (Myeik-arkipelagen)
- Pellorneum ruficeps acrum – centrala slätterna i Thailand och norra Malackahalvön
- Pellorneum ruficeps chthonium – norra högplatån i Thailand
- Pellorneum ruficeps indistinctum – Mekongflodens bäcken på norra högplatån i Thailand
- Pellorneum ruficeps oreum – södra Kina (södra Yunnan mellan Mekong och Salweenfloden)
- Pellorneum ruficeps vividum – södra Yunnan (Red River Valley) till nordligaste Tonkin och centrala Annam
- Pellorneum ruficeps elbeli – nordöstra Thailand
- Pellorneum ruficeps dusiti – västsluttningen av bergskedjan Dong Phraya Fai i västra delen av nordöstra Thailand
- Pellorneum ruficeps ubonense – östra delen av östra högplatån i Thailand och närliggande södra Laos
- Pellorneum ruficeps deignani – södra Vietnam
- Pellorneum ruficeps dilloni – södra Indokina
- Pellorneum ruficeps euroum – centrala slätterna i Thailand (öster om Chao Phraya) till västra Kambodja
- Pellorneum ruficeps smithi – öar utanför kusten i sydöstra Thailand och Kambodja

## Levnadssätt
Fläcktimalian håller till i tät undervegetation i skog och bambusnår, framför allt i raviner och utmed rinnande vattendrag. Den födosöker enstaka eller i par efter ryggradslösa djur, framför allt på marken i förnan.

## Status och hot
Arten har ett stort utbredningsområde, men tros minska i antal, dock inte tillräckligt kraftigt för att den ska betraktas som hotad. Internationella naturvårdsunionen IUCN listar arten som livskraftig (LC).